# Штефан Зайлер
Штефан Вінісіус Зайлер (нім. Stephan Vinicius Seiler, нар. 16 вересня 2000, Форталеза, Бразилія) — швейцарський футболіст, півзахисник клубу «Цюрих».
На правах оренди грає у клубі «Вінтертур».

## Ігрова кар'єра

### Клубна
Штефан Зайлер є вихованцем футбольної школи клубу «Цюрих», де він грав за молодіжну команду з 2013 року. Дебютну гру в основі Зайлер провів у червні 2020 року у матчі швейцарської Суперліги. У сезоні 2021/22 у складі «Цюриха» Зайлер виграв чемпіонат Швейцарії.
Перед початком сезону 2022/23 Зайлер відправився в оренду до кінця сезону у клуб Челлендж - ліги «Вінтертур».

### Збірна
Штефан Зайлер народився в інтернаціональній родині. Його батько швейцарець, а мама - бразильянка за походженням. З 2015 року футболіст на міжнародній арені обрав юнацьку збірну Швейцарії.

## Титули
Чемпіон Швейцарії: 2021/22